# Tour d'Espagne 1993
La 48e édition du Tour d'Espagne s'est déroulée du 26 avril au 15 mai, entre La Corogne et Saint-Jacques-de-Compostelle. Il fut remporté par le Suisse Tony Rominger (Clas-Cajastur). Cette édition a compté 21 étapes pour un total de 3 605 kilomètres. La moyenne générale du vainqueur s'est élevée à 37,508 km/h.

## Favoris
Tony Rominger, vainqueur de l'édition précédente, est présenté comme le favori de l'épreuve. Les autres candidats à la victoire se nomment Jesús Montoya et Pedro Delgado, qui peut gagner sa 3e Vuelta. L'équipe ONCE, emmenée par Erik Breukink, Laurent Jalabert et Johan Bruyneel, semble avoir une bonne carte à jouer. Enfin, Marco Giovannetti et Robert Millar peuvent prétendre aux places d'honneur.

## Déroulement de la course
Le jeune Suisse Alex Zülle, équipier de Breukink à la ONCE, remporte la 1re étape avec plus de 30 secondes sur les spécialistes de la discipline. Il domine la première semaine de course et réussit à conserver son maillot de leader.
Il crée à nouveau la surprise sur la 6e étape (un contre-la-montre en côte), qu'il remporte à nouveau, consolidant sa place de leader. Seul Rominger s'accroche, les autres prétendants perdant tous plus de deux minutes.
Dans la 11e étape, la haute montagne permet à Rominger de reprendre un peu de temps à Zülle. Rominger prend finalement le contrôle dans l'arrivée en altitude à Valdezcaray, puis conforte son avance à l'Alto del Naranco.
La minute d'avance de Rominger ne sera pas de trop lors du dernier contre-la-montre, remporté par Zülle, qui échoue à 29 secondes de son aîné. Laudelino Cubino les accompagne sur le podium.

## Classement général
|     | Cycliste          | Pays     | Équipe  |    | Temps            |
| --- | ----------------- | -------- | ------- | -- | ---------------- |
| 1.  | Tony Rominger     | Suisse   | CLA     | en | 96 h 07 min 03 s |
| 2.  | Alex Zülle        | Suisse   | ONCE    | +  | 29 s             |
| 3.  | Laudelino Cubino  | Espagne  | AMA     |    | 8 min 54 s       |
| 4.  | Oliverio Rincón   | Colombie | AMA     |    | 9 min 25 s       |
| 5.  | Jesús Montoya     | Espagne  | AMA     |    | 10 min 27 s      |
| 6.  | Pedro Delgado     | Espagne  | Banesto |    | 11 min 17 s      |
| 7.  | Erik Breukink     | Pays-Bas | ONCE    |    | 17 min 58 s      |
| 8.  | Melchor Mauri     | Espagne  | AMA     |    | 19 min 53 s      |
| 9.  | Johan Bruyneel    | Belgique | ONCE    |    | 20 min 01 s      |
| 10. | Fernando Escartín | Espagne  | CLA     |    | 23 min 27 s      |

## Étapes
| N°  | Date     | Villes étapes                           | km         | Vainqueur d'étape             | Leader du classement général |
| 1re | 26 avril | La Corogne                              | 10 (CLM)   | Alex Zülle                    | Alex Zülle                   |
| 2e  | 27 avril | La Corogne - Vigo                       | 251,1      | Alfonso Gutiérrez             | Alex Zülle                   |
| 3e  | 28 avril | Vigo - Orense                           | 171,4      | Laurent Jalabert              | Alex Zülle                   |
| 4e  | 29 avril | A Gudiña - Salamanque                   | 233,4      | Jean-Paul van Poppel          | Alex Zülle                   |
| 5e  | 30 avril | Salamanque - Ávila                      | 219,8      | Marino Alonso                 | Alex Zülle                   |
| 6e  | 1er mai  | Ségovie - Puerto de Navacerrada         | 24,1 (CLM) | Alex Zülle                    | Alex Zülle                   |
| 7e  | 2 mai    | Ségovie - Madrid                        | 184        | Laurent Jalabert              | Alex Zülle                   |
| 8e  | 3 mai    | Aranjuez - Albacete                     | 225,1      | Jean-Paul van Poppel          | Alex Zülle                   |
| 9e  | 4 mai    | Albacete - Valence                      | 224        | Djamolidine Abdoujaparov      | Alex Zülle                   |
| 10e | 5 mai    | Valence - La Sénia                      | 206        | Juan Carlos González Salvador | Alex Zülle                   |
| 11e | 6 mai    | Lérida - Cerler                         | 221        | Tony Rominger                 | Alex Zülle                   |
| 12e | 7 mai    | Benasque - Saragosse                    | 220,7      | Djamolidine Abdoujaparov      | Alex Zülle                   |
| 13e | 8 mai    | Saragosse                               | 37,1 (CLM) | Melchor Mauri                 | Alex Zülle                   |
| 14e | 9 mai    | Tudela - Valdezcaray                    | 197,2      | Tony Rominger                 | Tony Rominger                |
| 15e | 10 mai   | Santo Domingo de la Calzada - Santander | 226,2      | Dag Otto Lauritzen            | Tony Rominger                |
| 16e | 11 mai   | Santander - Alto Campoo                 | 160        | Jesús Montoya                 | Tony Rominger                |
| 17e | 12 mai   | Santander - Lacs de Covadonga           | 179,5      | Oliverio Rincón               | Tony Rominger                |
| 18e | 13 mai   | Cangas de Onís - Gijón                  | 170        | Sergueï Outschakov            | Tony Rominger                |
| 19e | 14 mai   | Gijón - Alto del Naranco                | 153        | Tony Rominger                 | Tony Rominger                |
| 20e | 15 mai   | Salas - Ferrol                          | 247        | Djamolidine Abdoujaparov      | Tony Rominger                |
| 21e | 16 mai   | Padrón - Saint-Jacques-de-Compostelle   | 44,6 (CLM) | Alex Zülle                    | Tony Rominger                |

## Classements annexes
| Classement par points       | Tony Rominger Suisse 247 pts        |
| 2e                          | Alex Zülle Suisse 188 pts           |
| 3e                          | Laurent Jalabert France 170 pts     |
| Grand Prix de la montagne   | Tony Rominger Suisse 214 pts        |
| 2e                          | Alex Zülle Suisse 132 pts           |
| 3e                          | Antonio Miguel Díaz Espagne 119 pts |
| Metas volantes (régularité) | Hendrik Redant Belgique             |
| Sprints spéciaux            | Assiat Saitov Russie                |
| Combiné                     | Jesús Montoya Espagne               |
| Meilleure équipe            | Amaya Seguros Espagne               |

## Équipes engagées
| - Clas-Cajastur ( Espagne) - Amaya Seguros ( Espagne) - Banesto ( Espagne) - Lotus-Festina ( France) - Lampre-Polti ( Italie) - Mercatone Uno ( Italie) - Artiach-Royal Fruco ( Espagne) - Deportpublic ( Espagne) - Kelme-Xacobeo '93 ( Espagne) | - ONCE ( Espagne) - Collstrop ( Belgique) - Eldor ( Italie) - Gaseosas Glacial ( Colombie) - Navigare-Blue Storm ( Italie) - Sisacal-Acral ( Portugal) - TVM-Bison ( Pays-Bas) - Varta ( Autriche) |

## Liste des coureurs
| Clas Cajastur | Amaya Seguros | Banesto |
| - 1 Tony Rominger (Sui) - 2 Federico Echave (Esp) - 3 Fernando Escartín (Esp) - 4 Francisco Espinosa (Esp) - 5 Iñaki Gastón (Esp) - 6 Arsenio González (Esp) - 7 Francisco Javier Mauleón (Esp) - 8 Fabio Rodríguez (en) (Col) - 9 José Roberto Sierra (Esp) - 10 Jon Unzaga (Esp) | - 11 Jesús Montoya (Esp) - 12 Melchor Mauri (Esp) - 13 Laudelino Cubino (Esp) - 14 Javier Murguialday (Esp) - 15 Tom Cordes (Hol) - 16 Oliverio Rincón (Col) - 17 Antonio Sánchez García (ca) (Esp) - 18 Fernando Quevedo (Esp) - 19 Vicente Aparicio (Esp) - 20 Mikel Zarrabeitia (Esp)                                                                        | - 21 Pedro Delgado (Esp) - 22 Marino Alonso (Esp) - 23 Jean-François Bernard (Fra) ab.5° - 24 Armand de Las Cuevas (Fra) ab.16° - 25 José Luis de Santos (es) (Esp) - 26 Aitor Garmendia (Esp) ab.17° - 27 Julián Gorospe (Esp) - 28 Roberto Lezaun (Esp) - 29 José Luis Santamaría (it) (Esp) - 30 José Ramón Uriarte (Esp)                              |
| Lotus Festina | Lampre Polti | Mercatone Uno |
| - 31 Jean-Paul Van Poppel (Hol) - 32 Thierry Marie (Fra) - 33 Gert Jakobs (Hol) - 34 Roberto Torres (Esp) - 35 Luis Pérez García (Esp) - 36 Ramón González Arrieta (Esp) - 37 Romes Gainetdinov (Rus) - 38 Harald Maier (Aut) ab.19° - 39 Fernando Piñero (ca) (Esp) - 40 Martin Earley (Irl) ab.16°                                                                                    | - 41 Djamolidine Abdoujaparov (Ouz) - 42 Marco Lietti (Ita) - 43 Acácio da Silva (Por) - 44 Zbigniew Spruch (Pol) - 45 Davide Bramati (Ita) - 46 Sergueï Outschakov (Ukr) - 47 Marek Szerszyński (nl) (Pol) - 48 Stefano Cortinovis (it) (Ita) ab.16° - 49 Mirko Gualdi (Ita) ab.16° - 50 Giovanni Lombardi (Ita) ab.10°                                        | - 51 Flavio Giupponi (Ita) ab.14° - 52 Bruno Leali (Ita) - 53 Fabio Bordonali (Ita) - 54 Adriano Baffi (Ita) - 55 Germano Pierdomenico (Ita) ab.11° - 56 Roberto Pelliconi (Ita) - 57 Massimo Donati (Ita) ab.16° - 58 Angelo Lecchi (Ita) ab.15° - 59 Antonio Politano (en) (Ita) - 60 Enrico Zaina (Ita)                                                |
| Artiach Royal | Deportpublic | Kelme Xacobeo |
| - 61 Eduardo Chozas (Esp) - 62 Alberto Camargo (Col) ab.12° - 63 Luis Espinosa (es) (Col) np.12° - 64 Félix García Casas (Esp) - 65 Álvaro González de Galdeano (Esp) ab.16° - 66 Alfonso Gutiérrez (Esp) - 67 Carmelo Miranda (Esp) - 68 Erwin Nijboer (Hol) - 69 Manuel Pascual (es) (Esp) - 70 Orlando Rodrigues (Por)                                                               | - 71 Jesús Blanco Villar (Esp) - 72 Carlos Galarreta (es) (Esp) - 73 Viktor Rjaksinski (Ukr) - 74 Viktor Klimov (Ukr) - 75 José Luis Rodríguez García (Esp) - 76 Eleuterio Anguita (Esp) - 77 Alfredo Irusta (es) (Esp) - 78 Federico García (Esp) - 79 José Antonio Espinosa (es) (Esp) - 80 Ivan Ivanov (Rus) ab.17°                                          | - 81 Anselmo Fuerte (Esp) - 82 Hernán Buenahora (Col) - 83 Ángel Edo (Esp) - 84 Martín Farfán (Col) - 85 Ignacio García Camacho (Esp) - 86 Assiat Saitov (Rus) - 87 José Ángel Vidal (Esp) - 88 Ángel Yesid Camargo (Col) ab.13° - 89 Néstor Mora (Col) - 90 Antonio Miguel Díaz (Esp)                                                                    |
| Once | Collstrop | Eldor |
| - 91 Erik Breukink (Hol) - 92 Johan Bruyneel (Bel) - 93 Herminio Díaz Zabala (Esp) - 94 Laurent Dufaux (Sui) - 95 Stephen Hodge (Aus) - 96 Laurent Jalabert (Fra) - 97 Alberto Leanizbarrutia (Esp) - 98 Miguel Ángel Martínez Torres (Esp) - 99 Luis María Díaz De Otazu (es) (Esp) - 100 Alex Zülle (Sui)                                                                             | - 101 Hendrik Redant (Bel) - 102 Marc Bouillon (Bel) ab.5° - 103 Johnny Dauwe (Bel) - 104 Klaus De Muynck (Bel) ab.15° - 105 Patrick Evenepoel (Bel) - 106 Jan Goessens (Bel) - 107 Danny In 't Ven (Bel) - 108 Peter Verbeken (Bel) - 109 Willy Willems (Bel) - 110 -                                                                                          | - 111 Marco Giovannetti (Ita) np.17° - 112 Santos Hernández (Esp) - 113 Juan Carlos González Salvador (Esp) ab.17° - 114 Fabrizio Bontempi (Ita) - 115 Mauro Consonni (Ita) - 116 Luca Gelfi (Ita) - 117 Dario Nicoletti (Ita) - 118 Andrea Noè (Ita) - 119 Andrei Teteriouk (Kaz) - 120 Gianluca Tonetti (Ita)                                           |
| Gaseosas Glacial | Navigare Bleue | Sicasal |
| - 121 José Fabio Moreno (Col) ab.5° - 122 Rubén Darío Beltrán (Col) ab.16° - 123 Demetrio Cuspoca (Col) ab.16° - 124 Luis Alberto González (es) (Col) ab.14° - 125 Armando Moreno (Col) hd.5° - 126 Israel Ochoa (Col) ab.5° - 127 Álvaro Sierra (Col) ab.15° - 128 Julio César Rangel (es) (Col) hd.10° - 129 Miguel Sanabria (es) (Col) np.8° - 130 Santiago Amador (en) (Col) ab.10° | - 131 Massimo Podenzana (Ita) - 132 Michele Coppolillo (Ita) ab.15° - 133 Stefano Zanini (Ita) - 134 Fabiano Fontanelli (Ita) ab.11° - 135 Roberto Pagnin (Ita) ab.14° - 136 Giuseppe Guerini (Ita) ab.15° - 137 Luboš Lom (de) (Tch) ab.8° - 138 Walter Castignola (nl) (Ita) ab.7° - 139 Vassili Davidenko (Rus) ab.19° - 140 Fabrizio Settembrini (it) (Ita) | - 141 Juan Tomás Martínez (es) (Esp) - 142 Argimiro Blanco (Esp) - 143 Manuel Cunha (Por) - 144 António Pinto (Por) ab.13° - 145 Jorge Manuel Silva (Por) ab.14° - 146 Pedro Manuel Silva (Por) ab.16° - 147 Serafim Vieira (en) (Por) - 148 Manuel Luis Abreu (ca) (Por) ab.11° - 149 Joaquim Sampaio (de) (Por) - 150 Paulo Jorge Ferreira (Por) ab.16° |
| TVM | Varta Elk | |
| - 151 Robert Millar (Gbr) - 152 Tristan Hoffman (Hol) - 153 Scott Sunderland (Aus) él.11° - 154 Gerrit de Vries (Hol) - 155 Maarten den Bakker (Hol) - 156 Mathieu Hermans (Hol) él.11° - 157 Bart Voskamp (Hol) - 158 Dag Otto Lauritzen (Nor) - 159 John Talen (Hol) - 160 Peter Meinert-Nielsen (Dan)                                                                                | - 161 Christoph Demel (Aut) él.11° - 162 Josef Lontscharitsch (Aut) ab.5° - 163 Alois Pfleger (Aut) np.19° - 164 Jozef Regec (Tch) np.4° - 165 Nigel Perry (Gbr) ab.5° - 166 Patrick Schoovaerts (nl) (Bel) ab.11° - 167 Uwe Nepp (de) (All) él.3° - 168 Paul Popp (Aut) ab.16° - 169 Bernhard Rassinger (ca) (Aut) él.11° - 170 Robert Matwew (de) (All) ab.5° | |